# Sayatbek Okassov
Sayatbek Okassov (7 luglio 1991) è un lottatore kazako specializzato nella lotta libera.

## Palmarès
- Giochi asiatici

Giacarta 2018: bronzo nei 65 kg.
- Campionati asiatici

Xi'an 2019: bronzo nei 65 kg.